# Sornay (Alto Saona)
 Sornay  es una población y comuna francesa, situada en la región de Franco Condado, departamento de Alto Saona, en el distrito de Vesoul y cantón de Marnay.

## Demografía
| 204 | 191 | 184 | 183 | 219 | 235 | 286 |
| Para los censos de 1962 a 1999 la población legal corresponde a la población sin duplicidades (Fuente: INSEE [Consultar]) |     |     |     |     |     |     |